# مواد فضائية
تشير المواد الفضائية إلى الأجسام الطبيعية الموجودة الآن على الأرض والتي نشأت في الفضاء الخارجي. تشمل هذه المواد الغبار الكوني والنيازك، وكذلك العينات الفضائية التي جُلبت إلى الأرض من القمر والكويكبات والمذنبات وكذلك جسيمات الرياح الشمسية.
المواد الفضائية هي ذات قيمة علمية مهمة لأنها تحافظ على التركيب البدائي للغاز والغبار الذي تشكلت منه الشمس والنظام الشمسي.

## الفئات
يمكن تصنيف المواد الفضائية إلى عدة فئات عامة، وهي:
1. الأحجار النيزكية الكبيرة لدرجة تحول دون تبخرها أثناء دخولها الغلاف الجوي ولكنها صغيرة بما يكفي لترك شظايا على الأرض، وقد تشمل عينات محتملة من حزام الكويكبات وحزام كايبر وكذلك من القمر والمريخ.
2. الصخور القمرية التي جُلبت إلى الأرض خلال المهمات القمرية والروبوتية.
3. الغبار الكوني على الأرض وفي طبقة الستراتوسفير وفي المدار الأرضي المنخفض والذي قد يشتمل جسيمات من سحابة الغبار بين الكوكبي الحالية، وكذلك من المذنبات.
4. العينات التي جُمعت خلال مهمات إعادة العينات من المذنبات والكويكبات والرياح الشمسية، والتي تشمل «جسيمات الغبار النجمي» من الوسط بين النجمي الحالي.
5. حبيبات قبل شمسية (المستخرجة من النيازك وجسيمات الغبار بين الكوكبي) التي سبقت تكون النظام الشمسي. تُعتبر الحبيبات قبل الشمسية أكثر العينات الفضائية نقاءً وقيمة.

### مهمات إعادة العينات
حتى الآن، جُمعت عينات قمرية خلال مهمات روبوتية ومأهولة إلى القمر. تمت زيارة مذنب ويلد 2 (خلال مهمة جينيسس) وكويكب إيتوكاوا (خلال مهمة هايابوسا) بواسطة مركبتين فضائيتين أعادتا عينات فضائية إلى الأرض، كما جُمعت عينات من الرياح الشمسية بواسطة مهمة جينيسس الروبوتية.
تشمل مهمات إعادة العينات الحالية مهمة أوزيريس ريكس إلى كويكب بينو، وهايابوسا 2 إلى كويكب ريوجو. تم التخطيط لإطلاق العديد من مهمات إعادة العينات إلى القمر والمريخ وأقمار المريخ.
تُعتبر المواد التي تُجمع خلال مهمات إعادة العينات نقيةً وغير ملوثة، ويجب أن تُدرس في منشآت متخصصة حيث تكون العينات محميةً من التلوث الأرضي ومن ملامسة بيئة الغلاف الجوي. صُممت هذه المنشآت خصيصًا للحفاظ على نقاوة العينة وحماية الأرض من التلوث البيولوجي المحتمل. تشمل الأجرام التي قد تمثل عيناتها تلوثًا بيولوجيًا الكواكب أو الأقمار المشتبه في أن لديها بيئات صالحة لإيواء الحياة المجهرية في الماضي أو الحاضر، وبالتالي يجب معاملتها على أنها خطرة للغاية من الناحية البيولوجية.

## خطوط الدراسة
يمكن مطابقة العينات التي تُحلل على الأرض مع نتائج الاستشعار عن بعد، لاكتساب ؤرى جديدة على العمليات التي شكلت النظام الشمسي.

### علم الأحياء الفلكي
علم الأحياء الفلكي هو مجال علمي متعدد التخصصات يهتم بالأصول والتطور المبكر وتوزيع ومستقبل الحياة في الكون. يشمل علم الأحياء الفلكي إجراء أبحاث حول وجود المركبات العضوية على المذنبات أو الكويكبات أو المريخ أو أقمار الكواكب العملاقة الغازية. يجري التخطيط لإطلاق العديد من مهمات إعادة العينات إلى الكويكبات والمذنبات مع اهتمام رئيسي في علم الأحياء الفلكي. يمكن أن تساعد العينات الإضافية من الكويكبات والمذنبات والأقمار في تحديد احتمال ظهور الحياة على أجرام فلكية أخرى، واحتمال انتقالها إلى الأرض عن طريق النيازك أو المذنبات - وهي عملية تُسمى التبذر الشامل.
يُعتقد أن المركبات العضوية الوفيرة في النيازك البدائية وجسيمات الغبار بين الكوكبي تنشأ بنسبة كبيرة في الوسط بين النجمي. مع ذلك، ربما عُدلت هذه المواد في قرص الكواكب الأولية وربما عُدلت بدرجات متفاوتة في الأجرام الأصلية التي تشكلت منها الكويكبات.
يحتوي الغبار الكوني على مركبات عضوية معقدة (مواد صلبة عضوية غير متبلورة ذات بنية عطرية أليفاتية مختلطة) يمكن أن تتشكل بشكل طبيعي بواسطة النجوم والإشعاع. يُعتقد أن هذه المركبات، في ظل بيئة غنية بالماء وعوامل أخرى صالحة لإيواء الحياة، أنتجت وشكلت بشكل تلقائي اللبنات الأساسية للحياة.

### أصل الماء على الأرض
أصل الماء على الأرض هو موضوع أساسي لمجموعة كبيرة من الأبحاث في علوم الكواكب وعلم الفلك وعلم الأحياء الفلكي. توفر نسب نظائر العناصر "بصمة كيميائية" فريدة من نوعها تُستخدم لمقارنة مياه الأرض مع مخازن المياه في أماكن أخرى من النظام الشمسي. إحدى هذه النسب هي نسبة الديوتيريوم إلى الهيدروجين، التي تُعتبر مفيدةً في البحث عن أصل المياه على الأرض. على الرغم من ذلك، متى وكيف وصل الماء إلى الأرض هو موضوع بحث جارٍ.